# Fulica cornuta
Fulica cornuta là một loài chim trong họ Rallidae.

## Hình ảnh

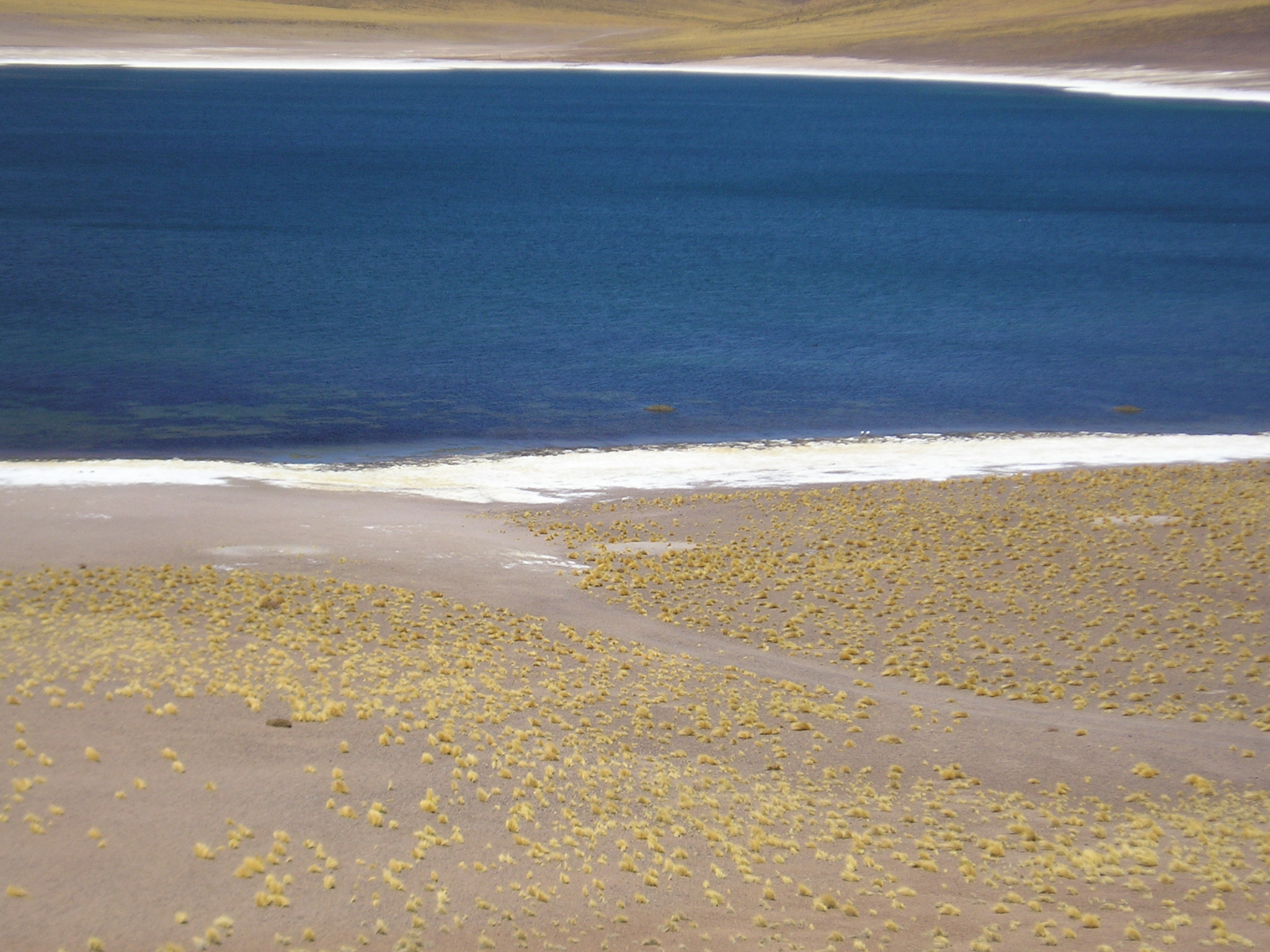
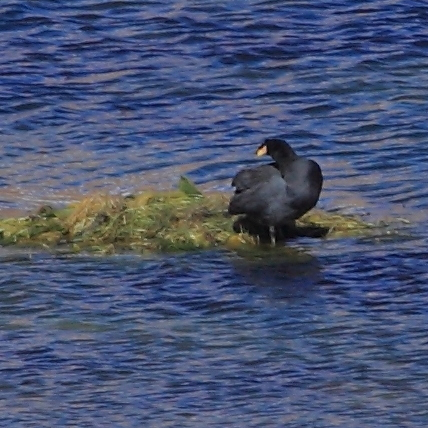
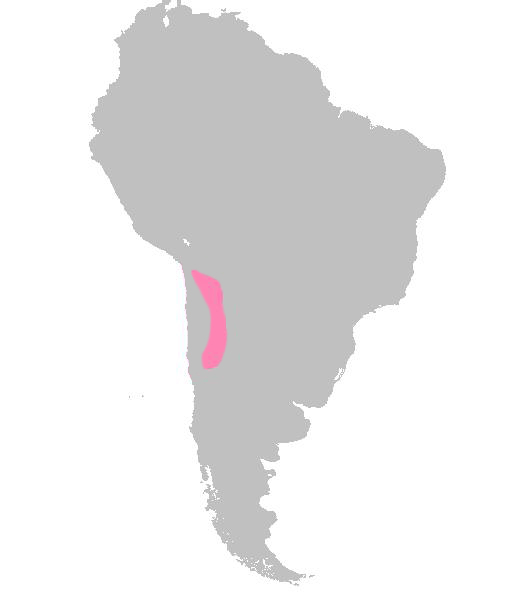